# Butière-Haute
Butière-Haute (en italien, Buttigliera Alta) est une commune italienne de la ville métropolitaine de Turin dans la région Piémont en Italie.

## Toponyme
Butière-Haute (Buttigliera Alta en italien, Butijera Àuta en piémontais) se trouve en hauteur par rapport à Villar-Basse (Villarbasse en italien et piémontais) en contrebas.

## Histoire
En 1188, le comte Humbert III, dit de Savoie fonde l'Abbaye Saint Antoine de Ranvers, où l'on trouve également un hôpital pour les pèlerins.

## Culture

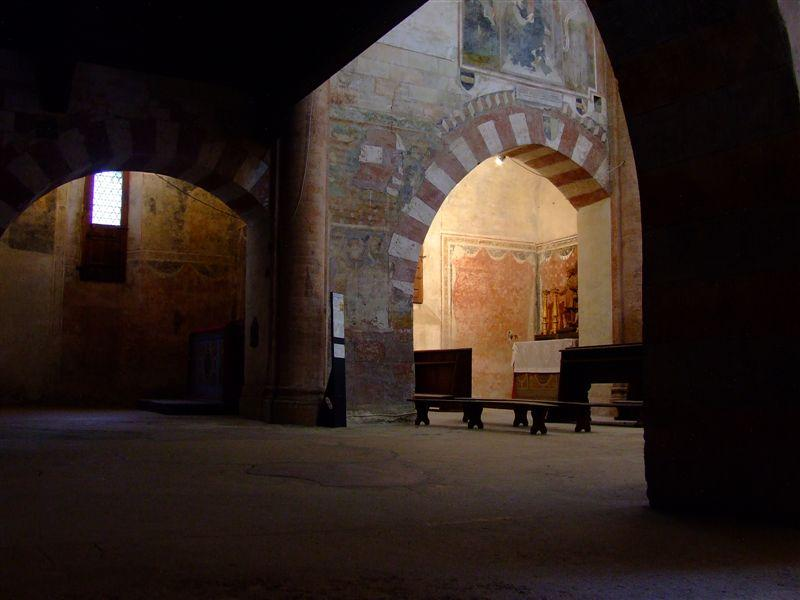
L'intérieur de l'abbaye Sant'Antonio di Ranverso.

## Administration
| Période                                  | Période  | Identité      | Étiquette    | Qualité |
| ---------------------------------------- | -------- | ------------- | ------------ | ------- |
| 14 juin 2004                             | En cours | Paolo Ruzzola | Lista civica |         |
| Les données manquantes sont à compléter. |          |               |              |         |

### Hameaux
Ferriera

### Communes limitrophes
Caselet, Veillane, Rosta, Reano

### Jumelages
- Jougne (France)